# Children Record
«Children Record» (チルドレンレコード Chirudoren rekōdo?, lit. «Registro de niños») es la canción que da nombre al primer sencillo del músico japonés Jin, también conocido como Shizen no Teki-P. «Children Record» fue escrita, compuesta y producida por Jin, y funciona como tema de apertura de su serie Kagerou Project. Fue incluida en el segundo álbum enfocado a dicha saga, Mekakucity Records (2013). El sencillo, en su versión en CD, contiene también la canción «Gunjou Rain» (群青レイン Gunjō rein?, lit. «Lluvia ultramarina»), mientras que la edición en DVD trae el video musical animado de «Children Record», así como el de «Kisaragi Attention» (如月アテンション Kisaragi atenshon?, lit. «Atención a Kisaragi»). El sencillo fue puesto a la venta el 15 de agosto de 2012 por 1st PLACE y Sony Music, y casi dos semanas después de su lanzamiento, alcanzó el tercer lugar de la lista de ventas semanales japonesas Oricon. Si bien el autor de todas las canciones mencionadas anteriormente es Jin, así como también el productor y encargado musical principal, este utilizó el banco de voz IA - Aria on the Planetes- del sintetizador vocal Vocaloid para que las cantase.
Es junto a la publicación de este sencillo que se realiza el anuncio de que una adaptación animada de la serie será realizada, la cual vería la luz recién dos años después en 2014.

## Composición
Según Jin, el título «Children Record» está relacionado con la canción «Mekakushi Chord»; la palabra «chord» (acorde) significa «dar una señal para el combate», y junto con la palabra «re» (hacer algo otra vez o repetidamente) se forma «record», que significaría «dar la señal una vez más».

## Videoclip
El video musical de «Children Record», ilustrado y dirigido por Shidu, fue subido por el mismo Jin a la página web japonesa Nico Nico Douga el 21 de julio de 2012. El clip muestra a los personajes de la serie Kagerou Project en distintas situaciones y escenarios.
Este es el primer video en donde se puede observar a todo el Mekakushi Dan, además de ser el primer video subido a Niconico en donde se puede ver a Ayano, y el primer video en donde se pudo ver a Kenziro, Azami y a Konoha poseído por la serpiente de Kenziro.
Al final del video se observa un 2012.8.15 ON SALE, que es la fecha en la que se puso en venta este sencillo.
A inicios de abril de 2015 este video ha alcanzado más de 3.8 millones de visitas. Siendo el segundo video más visitado de la saga, es superado únicamente por Kagerou Daze que cuenta con más de 4.5 millones de visitas a la misma fecha.

## Formatos
Todas las letras escritas por Jin, toda la música compuesta por Jin. 
| «Children Record — CD» |                                  |          |  |
| N.º                    | Título                           | Duración |  |
| 1.                     | «Children Record»                | 3:05     |  |
| 2.                     | «Gunjou Rain»                    | 5:26     |  |
| 3.                     | «Children Record» (Instrumental) | 5:26     |  |
| 4.                     | «Gunjou Rain» (Instrumental)     | 5:21     |  |

Además del CD, este sencillo también cuenta con un DVD con dos videos musicales.
| «Children Record — DVD» |                                    |          |  |
| N.º                     | Título                             | Duración |  |
| 1.                      | «Children Record» (Music video)    | 3:05     |  |
| 2.                      | «Kisaragi Attention» (Music video) | 4:07     |  |